# Agrochola modesta
Agrochola modesta är en fjärilsart som beskrevs av Brandt 1941. Agrochola modesta ingår i släktet Agrochola och familjen nattflyn. Inga underarter finns listade i Catalogue of Life.